# Creamfields Perú
Creamfields Perú es un festival de música electrónica que se celebra anualmente en Lima , Perú
La primera edición de Creamfields Perú, fue realizada en el año 2007, llegando a concentrar más de 7000 personas; como cualquier edición de Creamfields a nivel mundial, fue creciendo rápidamente, llegando a unas 20000 personas en el año 2011. Algunos de los artistas más renombrados que han pasado por ediciones de Creamfields Perú son: David Guetta, Calvin Harris, Afrojack, Nervo, Armin Van Buuren, John Digweed, Richie Hawtin, Junkie XL, Nick Warren, Dubfire, M.A.N.D.Y entre otros.
El evento empezó a realizarse en el “Club Hebraica”, pero a partir de su segunda edición en el 2008, se lo realiza en el “Fundo Mamacona”. Un establecimiento instaurado a finales del siglo XVIII, que actualmente se utiliza como centro de recreación y turismo, el cual tiene un incalculable valor cultural.

## Creamfields Perú 2007
Fue la primera edición del festival , que tuvo lugar en el Club Hebraica, al cual asistieron más de 7000 personas. Se presentaron artistas como: John Digweed, Hernán Cattáneo, James Zabiela, Matthew Dear, Desyn Masiello, Gui Boratto, 16 Bit Lolitas, Argy, Rodrigo Lozano, Sean Miller, Martín García, Micky Gonzales, entre otros.

## Creamfields Perú 2008
Tras el éxito del festival en el año 2007, al siguiente año se lo realizó nuevamente, desde ese entonces hasta la actualidad se estableció como sede principal, el “Fundo Mamacona”, ubicado al sur de Lima, en el distrito de Lurín. 
Asistieron al festival 12000 personas, presentándose entre otros artistas: Steve Lawler, Markus Schulz, Junkie XL, M.A.N.D.Y., Dave Seaman, Carl Craig, Sebastien Leger, Radio Slave, Rodrigo Lozano, Satoshi Tomiie, Desyn Masiello, La Mente.

## Creamfields Perú 2009
En su tercera edición, fue llevado a cabo el sábado 14 de noviembre, donde asistieron 15000 personas aproximadamente, duplicando así el número de personas de su primera edición en 2007. Artistas de la categoría de Etienne De Crecy, Henry Saiz, Guy J, Richie Hawtin, Shlomi Aber, Gaiser, Hernan Cattaneo, Deep Mariano, Hybrid, Lee Curtis, Sander Kleinenberg, James Zabiela, Luca Bacchetti, Rodrigo Lozano, Christian Berger, Santiago Canny y Kike Mayor fueron invitados.

## Creamfields Perú 2010
En su cuarta edición se llevó a cabo el 20 de noviembre, donde asistieron 13000 personas aproximadamente. Se presentaron Calvin Harris, Dubfire, Ferry Corsten, Nick Warren, Marco Carola, Claude VonStroke, Jamie Jones, Paul Kalkbrenner, 16 bit lolitas, Davide Squillace, Ilario Alicante, Silicon Soul, Dyed Soundorom, Soul Clap, Jay Haze, Rodrigo Lozano, Christian Berger, Santiago Canny, Sultan & Ned Shepard.

## Creamfields Perú 2011
En su quinta edición, fue llevado a cabo el 19 de noviembre, alcanzando una asistencia récord de casi 20000 personas. Recibiendo a artistas invitados de la talla de: David Guetta, John Digweed, Loco Dice, Laidback Luke, Afrojack, Adam Beyer, Pan Pot, Art Departament, Dan Ghenancia, Markus Fix, DJ Wild, Guti, Hubert Gómez, Robert James, Rodrigo Lozano, Christian Berger, Israel Vich, Andres Dyer, Kike Mayor, Danny EM, Santiago Canny.

## Creamfields Perú 2012
En su sexta edición se llevó a cabo el 17 de noviembre, albergando a casi 15000 asistentes. Se presentaron artistas como: Armin Van Buuren, Nervo, James Zabiela, Oscar Bohorquez, Henry Saiz, Hernan Cattaneo, Miss Kittin, Dubfire, Mathias Kaden, Hubert Gomez, Franco Cinelli, Dorian Paic, Sascha Dive, Santiago Canny, Deaf Pillow, He Did, Tale of Us, M.A.N.D.Y., Steve Lawler, Claude VonStroke, Livio & Roby.

## Creamfields Perú 2013
En su séptima edición se llevó a cabo el 16 de noviembre, congregando a casi 17000 asistentes. Se presentaron: Sven Väth, Hernan Cattaneo & Nick Warren, AN21 & Max Vangeli, Sunnery James & Ryan Marciano, Chris Liebing, Pan Pot, Nic Fanciulli, Popof, Third Party, Michael Mayer, Ellen Allien, Barem, Sied van Riel, Andrew Bayer, Livio & Roby, Norin & Rad, Deaf Pillow, Thomas Datt, Danny Daze, Julien Bracht, Deathmind, Rodrigo Lozano, Christian Berger. Hubert Gómez.

## Creamfields Perú 2014
En su octava edición se llevó a cabo el 15 de noviembre de 2014, recibiendo a más de 25000 personas. David Guetta, Tommy Trash, R3hab, Chris Liebing, The Martínez Brothers, Guy Gerber, Art Department, Apollonia, Mathias Kaden, Ilario Alicante, Barem, Deep Dish, Deaf Pillow y más, fueron los artistas destacados.

## Creamfields Perú 2015
En su novena edición se llevó a cabo el 21 de noviembre. Asistieron 20000 personas. Presentándose: Art Departament, Bassjackers, Christian Burkhardt, Deaf Pillow, Hector, Hot Since 82, Ilario Alicante, Lee Foss & Anabel Englund, Mano Le Tough, Marco Carola, Matthew Koma, Nick Warren, Pan-Pot, Patrick Topping, Popof, Robin Schulz, Roger Sánchez, tINI, W&W. 